# Narodowa Rada Rozwoju
Narodowa Rada Rozwoju – gremium doradcze prezydenta Rzeczypospolitej Polskiej. Celem Rady jest pełnienie roli ekspercko-doradczej oraz praca nad rozwiązaniami strategicznymi dla państwa.

## Historia
Rada została powołana w 2010 przez prezydenta Lecha Kaczyńskiego. Zebrała się wówczas dwukrotnie, podejmując zagadnienia demografii i finansów.
W październiku 2015 ciało takie utworzył prezydent Andrzej Duda. W pierwszej kadencji prezydenta Dudy (2015–2020) Rada dzieliła się na sekcje, były to: „Gospodarka, praca, przedsiębiorczość”, „Ochrona zdrowia”, „Wieś, rolnictwo”, „Samorząd, polityka spójności”, „Kultura, tożsamość narodowa, polityka historyczna”, „Bezpieczeństwo, obronność, polityka zagraniczna”, „Nauka, innowacje”, „Edukacja, młode pokolenie, sport”, „Polityka społeczna, rodzina”.
Każda z nich posiadała swojego koordynatora.
W drugiej kadencji prezydenta Dudy, po reorganizacji Rady (2021–2025), składała się ona z powoływanych stopniowo rad niższego rzędu. Obecnie liczba ich osiągnęła dziesięć.
Sekretarzem Narodowej Rady Rozwoju był dr Konrad Dziobek, Doradca Społeczny Prezydenta RP.

## Skład Rady powołanej w 2010
- Jerzy Bartnik
- Grzegorz Bierecki
- Henryka Bochniarz
- Janusz Bodziacki
- prof. Henryk Cioch
- Rafał Dutkiewicz
- prof. Kazimierz Frieske
- prof. Piotr Gliński
- Robert Godek
- prof. Stanisława Golinowska
- Marek Goliszewski
- dr Stanisław Gomułka
- prof. Tomasz Grodzicki
- dr Mirosław Gronicki
- prof. Tomasz Gruszecki
- Jan Guz
- prof. Józefina Hrynkiewicz
- prof. Roman Kaliszan
- prof. Andrzej Koźmiński
- prof. Jędrzej Krakowski
- prof. Zdzisław Krasnodębski
- prof. Elżbieta Kryńska
- Józef Kurek
- prof. Ewa Leś
- prof. Jacek Majchrowski
- Andrzej Malinowski
- prof. Włodzimierz Marciniak
- prof. Tadeusz Markowski
- prof. Elżbieta Mączyńska-Ziemacka
- prof. Witold Modzelewski
- Marek Nawara
- prof. Krzysztof Opolski
- prof. Witold Orłowski
- prof. Jerzy Osiatyński
- prof. Michał Seweryński
- Wiesław Siewierski
- Sławomir Sikora
- Henryk Słonina
- dr Joanna Staręga-Piasek
- dr inż. Janusz Steinhoff
- Janusz Śniadek
- Paweł Szałamacha
- prof. Jan Wojtyła
- dr Bogdan Wojtyniak
- prof. Józef Zegar
- prof. Krzysztof Żmijewski
- prof. Jerzy Żyżyński[3]

## Skład Rady powołanej w 2015
Sekcja: Gospodarka, praca, przedsiębiorczość
- Rafał Kos – koordynator sekcji
- prof. dr hab. inż. Bronisław Barchański(inne języki)
- prof. dr hab. inż. Janusz Filipiak
- dr Stanisław Gomułka
- Marcin Chludziński
- Tadeusz Hatalski
- Roman Kluska
- dr hab. Eryk Łon
- prof. dr hab. Elżbieta Mączyńska-Ziemacka
- Janusz Michałek
- prof. dr hab. Witold Modzelewski
- Alojzy Nowak
- Wiesław Nowak
- prof. dr hab. Witold Orłowski
- prof. dr hab. inż. Bolesław Pochopień
- prof. dr hab. Konrad Raczkowski
- Andrzej Sadowski
- dr Kazimierz Kujda (zawieszony od 14 lutego 2019[4])
- dr hab. Marek Chrzanowski (zawieszony w prawach członka w listopadzie 2018)
- dr hab. Ryszard Bugaj (zrezygnował z członkostwa w lutym 2016[5])
- prof. dr hab. Zyta Gilowska (zmarła 5 kwietnia 2016)
- prof. dr hab. Elżbieta Kryńska (zmarła 11 sierpnia 2018)
- Piotr Soyka (powołany w skład rady w lutym 2016, zmarł 2 sierpnia 2020)

Sekcja: Ochrona zdrowia
- prof. dr hab. Piotr Czauderna – koordynator sekcji
- Marek Balicki
- prof. dr hab. Krzysztof Bielecki (powołany w skład rady w lutym 2016)
- dr Maciej Dercz
- dr Konrad Dziobek
- prof. dr hab. Ewa Marcinowska-Suchowierska
- Maria Ochman
- dr hab. Piotr Przybyłowski
- prof. dr hab. Piotr Radziszewski
- dr hab. Jan Szczegielniak (powołany w skład 18 marca 2019[6])
- dr Leszek Borkowski (zrezygnował w udziału radzie)
- Beata Ambroziewicz (zrezygnowała w udziału radzie)

Sekcja: Wieś, rolnictwo
- dr Barbara Fedyszak-Radziejowska – koordynator sekcji
- dr Jan Fałkowski
- Bogdan Fleming (powołany w skład rady w lutym 2016)
- prof. dr hab. Wojciech Józwiak
- prof. dr hab. Walenty Poczta
- Grzegorz Wiśniewski
- Jerzy Zająkała
- Piotr Serafin (zasiadał w tym gremium w latach 2016–2020[7])

Sekcja: Samorząd, polityka spójności
- dr Jerzy Kwieciński – koordynator sekcji
- Piotr Bąk
- dr Czesław Bielecki
- Janusz Bodziacki
- Piotr Całbecki
- Jakub Chełstowski
- Adam Jarubas
- Marcin Krupa
- Wojciech Lubawski
- Lucjusz Nadbereżny
- Władysław Ortyl
- Jacek Pauli[8][9]
- Danuta Wawrzynkiewicz
- Marcin Witko
- dr hab. Tomasz Zarycki

Sekcja: Kultura, tożsamość narodowa, polityka historyczna
- dr hab. Filip Musiał – koordynator sekcji
- ks. prof. dr hab. Paweł Bortkiewicz
- Jacek Bromski
- dr hab. Dariusz Gawin
- Maciej Korkuć
- Michał Łuczewski
- prof. dr hab. Andrzej Nowak
- prof. dr hab. Wojciech Polak (powołany w skład rady w lutym 2016)
- dr Witold Spirydowicz (powołany w skład rady w lutym 2016)
- Bronisław Wildstein
- prof. dr hab. Dariusz Stola (zrezygnował w udziału radzie)

Sekcja: Bezpieczeństwo, obronność, polityka zagraniczna
- dr hab. Przemysław Żurawski vel Grajewski – koordynator sekcji
- Jerzy Chmielewski
- Rafał Dzięciołowski
- prof. dr hab. Antoni Kamiński
- Piotr Kozakiewicz
- dr Jakub Kumoch
- gen. Edward Pietrzyk (zmarł 5 maja 2021)
- prof. dr hab. Andrzej Przyłębski
- Filip Seredyński
- Tomasz Szatkowski
- prof. Jan Zielonka
- Piotr Buras (zrezygnował 3 grudnia 2015 z członkostwa w Radzie co uczynił jako wyraz protestu przeciwko zaprzysiężeniu przez prezydenta Andrzeja Dudę sędziów Trybunału Konstytucyjnego wybranych 2 grudnia 2015[10][10].)
- dr hab. Mariusz Muszyński (zrezygnował w udziału radzie w związku z wyborem do TK)
- prof. dr hab. Adam Rotfeld (zrezygnował w udziału radzie)

Sekcja: Nauka, innowacje
- prof. dr hab. inż. Artur Świergiel – koordynator sekcji
- prof. dr hab. Rajmund Bacewicz
- prof. dr hab. inż. Maciej Chorowski
- prof. dr hab. Stanisław Karpiński
- dr Jerzy Milewski
- prof. dr hab. inż. Mirosław Parol (powołany w skład rady w lutym 2016)
- dr hab. Tadeusz Pietrucha
- Waldemar Priebe(inne języki)
- Maciej Sadowski
- dr hab. inż. Jacek Zimny (powołany w skład rady w lutym 2016)

Sekcja: Edukacja, młode pokolenie, sport
- dr hab. Andrzej Waśko – koordynator sekcji
- Jolanta Dobrzyńska
- Krzysztof Dybciak
- dr Monika Jakubowska-Mirek
- Marek Kisilowski
- dr Krzysztof Mazur
- Piotr Mazurek (powołany w skład rady w lutym 2016)
- prof. dr hab. Aleksander Nalaskowski
- Lucjan Piela
- Wojciech Starzyński
- Aleksander Temkin
- Liliana Zientecka
- Miłowit Kuniński (zmarł 9 czerwca 2018)

Sekcja: Polityka społeczna, rodzina
- dr hab. Marek Rymsza – koordynator sekcji
- dr hab. Grażyna Ancyparowicz
- dr hab. Łukasz Hardt
- Marek Kośny(inne języki)
- prof. dr hab. Barbara Kromolicka
- dr hab. Ewa B. Leś[1]
- Piotr Szukalski
- ks. Stanisław Jurczuk (zmarł 11 kwietnia 2020)

## Struktura i skład Rady (po reorganizacji w 2021)
Narodowa Rada Rozwoju, po 2021, zdefiniowana została jako forum debaty o charakterze konsultacyjno–doradczym przy Prezydencie RP. W myśl oficjalnej deklaracji głównym zadaniem NRR jest tworzenie płaszczyzny dla debaty programowej na temat rozwoju Polski. Rada realizować ma swoje zadania przede wszystkim poprzez działalność rad, które zrzeszają ekspertów, teoretyków i praktyków, reprezentujących różne środowiska i specjalizacje oraz stanowią zaplecze ekspercko–doradcze dla Prezydenta RP we wskazanych obszarach tematycznych.

### Konwent Narodowej Rady Rozwoju
Prace programowe NRR w latach 2021–2025 koordynował Konwent Narodowej Rady Rozwoju, któremu przewodniczył Sekretarz Rady a w skład którego wchodzili też przewodniczący poszczególnych rad:
- Konrad Dziobek, Sekretarz Narodowej Rady Rozwoju
- Jan Krzysztof Ardanowski, Przewodniczący Rady ds. Rolnictwa i Obszarów Wiejskich
- Piotr Czauderna, Przewodniczący Rady ds. Ochrony Zdrowia
- Marek Rymsza, Przewodniczący Rady ds. Społecznych
- Łukasz Rzepecki, Przewodniczący Rady ds. Młodzieży
- Sławomir Mazurek,  Przewodniczący Rady ds. Środowiska, Energii i Zasobów Naturalnych
- Jarosław Stawiarski, Przewodniczący Rady ds. Samorządu Terytorialnego
- Andrzej Waśko, Przewodniczący Rady do spraw Rodziny, Edukacji i Wychowania

### Rada ds. Przedsiębiorczości
Powołana w maju 2019:
- dr hab. Piotr Wachowiak, Rektor SGH – Przewodniczący Rady
- dr Rafał Kos, Doradca społeczny Prezydenta RP
- Aleksandra Agatowska
- Małgorzata Bieniaszewska
- Dawid Cycoń
- Michał Czekaj
- Stanisław Jarosz
- Marcin Joka
- Dorota Kasprzak-Sabik
- dr hab. Beata Kozłowska-Chyła
- dr hab. inż. Arkadiusz Kustra
- Sergiusz Martyniuk
- Marcin Ochnik
- dr Jacek Pawlak
- dr hab. Małgorzata Podrecka
- Anna Rulkiewicz
- dr inż. Paweł Szataniak
- Jan Szynaka
- dr hab. Przemysław Zbierowski
- Beata Stelmach (zrezygnowała z zasiadania w tym gremium w maju 2023[14])
- dr Andrzej Arendarski (zrezygnował z zasiadania w tym gremium 31 maja 2023)
- dr hab. Julita Wasilczuk, prof. PG (zrezygnowała z zasiadania w tym gremium 31 maja 2023)
- dr Stanisław Han (nie zasiada już w tym gremium)

### Rada ds. Rolnictwa i Obszarów Wiejskich
Powołana w grudniu 2020:
- Jan Krzysztof Ardanowski – Przewodniczący Rady
- dr Barbara Fedyszak-Radziejowska, Doradca Prezydenta RP
- Błażej Spychalski, Doradca społeczny Prezydenta RP
- Lucjan Cichosz
- Czesław Cieślak
- Bogdan Fleming
- Kamila Grzywaczewska
- Teresa Hałas
- Artur Paradowski
- prof. Walenty Poczta
- prof. Marian Podstawka
- Marian Sikora
- dr Monika Stanny
- Wiktor Szmulewicz
- prof. Antoni Szumny(inne języki)
- Sylwester Tabor
- Jerzy Zająkała
- prof. Michał Zasada
- Lech Kuropatwiński (zmarł 20 grudnia 2022)
- Barbara Szczepanik (nie zasiada już w tym gremium)
- Rafał Pelc (nie zasiada już w tym gremium)

### Rada ds. Ochrony Zdrowia
Powołana w lutym 2021:
- prof. Piotr Czauderna – Przewodniczący Rady
- Konrad Dziobek, Doradca społeczny Prezydenta RP
- Marek Balicki
- Sabina Bigos-Jaworowska
- gen. dyw. prof. dr hab. n. med. Grzegorz Gielerak
- Grażyna Ignaczak-Bandych
- prof. dr hab. Ewa Marcinowska-Suchowierska
- Maria Ochman
- dr Aurelia Ostrowska
- dr hab. Jarosław Pinkas
- Waldemar Priebe(inne języki)
- prof. dr hab. Piotr Przybyłowski
- Jacek Siewiera
- Michał Sutkowski
- dr hab. Jan Szczegielniak
- Krystyna Wechmann
- Krzysztof Pyrć (zrezygnował z zasiadania w tym gremium 30 maja 2023)
- prof. dr hab. Maciej Banach (zrezygnował w udziału radzie)
- dr Maciej Dercz (nie zasiada już w tym gremium)
- dr Marek Styczkiewicz (nie zasiada już w tym gremium)
- prof. dr hab. Jerzy Walecki (nie zasiada już w tym gremium)
- prof. dr hab. Piotr Radziszewski (nie zasiada już w tym gremium)

### Rada ds. Społecznych
Powołana w maju 2021:
- Marek Rymsza – Przewodniczący Rady
- Piotr Ćwik, Zastępca Szefa Kancelarii Prezydenta RP
- Zofia Romaszewska, Doradca Prezydenta RP
- Paulina Malinowska-Kowalczyk, Doradca Prezydenta RP
- Agnieszka Lenartowicz-Łysik(inne języki), Doradca społeczny Prezydenta RP
- Grażyna Ancyparowicz
- Dobroniega Głębocka
- Arkadiusz Karwacki
- Marek Kośny(inne języki)
- Barbara Kromolicka
- Ewa Leś
- Bartosz Molik
- Katarzyna Roszewska
- Piotr Szukalski
- Gertruda Uścińska
- Izabela Krasiejko (zrezygnowała z zasiadania w radzie)

### Rada ds. Samorządu Terytorialnego
Powołana w maju 2021:
- Jarosław Stawiarski, marszałek woj. lubelskiego – Przewodniczący Rady
- Piotr Ćwik, Zastępca Szefa Kancelarii Prezydenta RP
- Piotr Karczewski, Doradca społeczny Prezydenta RP
- Mariusz Rusiecki, Doradca społeczny Prezydenta RP
- Jakub Banaszek, prezydent Chełma
- Piotr Bąk, radny powiatu tatrzańskiego, starosta tatrzański (2014−2024)
- Maciej Berlicki, burmistrz Sianowa
- Andrzej Bielawski, wicestarosta wschowski
- Czesław Bielecki, architekt
- Janusz Bodziacki, wójt Gminy Lubartów (1990–2010), burmistrz Lubartowa (2010–2018)
- Dawid Chrobak, burmistrz Miasta i Gminy Zakliczyn
- Paweł Dziewit, wójt gminy Gózd
- Jacek Grzegorzak, burmistrz Miasta i Gminy Dubiecko
- Katarzyna Kondziołka, burmistrz gminy Zawichost
- Artur Kosicki
- Robert Kościuk
- Witold Kozłowski, wicemarszałek woj. małopolskiego
- Jacek Tomasz Lelek, burmistrz Starego Sącza
- Wojciech Lubawski, prezydent Kielc (2002–2018)
- Paweł Mucha
- Lucjusz Nadbereżny, prezydent Stalowej Woli
- Paweł Okrasa, burmistrz Wielunia
- Władysław Ortyl, marszałek woj. podkarpackiego
- Wojciech Pałka
- Jacek Pauli, burmistrz gminy Skarszewy
- Adam Ruciński
- Leszek Skowron, wójt gminy Korzenna
- Michał Urgoł, prezydent Jastrzębia–Zdroju
- Marcin Witko, prezydent Tomaszowa Mazowieckiego
- Elżbieta Zakrzewska, burmistrz Kowar
- Piotr Całbecki, marszałek woj. kujawsko-pomorskiego (zrezygnował z zasiadania w tym gremium 31 maja 2023)
- Jakub Chełstowski, marszałek woj. śląskiego (zrezygnował z zasiadania w tym gremium 29 maja 2023)
- Marcin Krupa, prezydent Katowic (zrezygnował z zasiadania w tym gremium w maju 2023[14])
- Marcin Drewa (nie zasiada już w tym gremium)
- Danuta Wawrzynkiewicz (zmarła 13 listopada 2024)

### Rada ds. Środowiska, Energii i Zasobów Naturalnych
Powołana w czerwcu 2021:
- Sławomir Mazurek – Przewodniczący Rady
- Małgorzata Paprocka, szef Kancelarii Prezydenta RP
- Bronisław Barchański(inne języki)
- Bogdan Brzeziecki(inne języki)
- Marcin Chludziński
- Mariusz Gajda
- Tomasz Gierat
- Janusz Gołaś
- Piotr Grochowski
- Jacek Hilszczański(inne języki)
- Jerzy Kruszelnicki
- Magdalena Loch
- Zbigniew Mirek
- Paweł Mzyk
- Roman Niżnikowski
- Adam Piaśnik
- Mirosław Parol
- Łukasz Popławski
- Marek Ryszka
- Paweł Sałek
- Katarzyna Smętek
- Janusz Sowa
- Krystian Szczepański
- Robert Szewczyk
- Marek Ściążko
- Stefan Taczanowski
- Andrzej Tomek
- Jacek Zimny
- Bartosz Ziółkowski
- Andrzej Białkiewicz (zmarł 22 marca 2023)
- Krystyna Czaplicka-Kolarz (zrezygnowała w udziału radzie)

### Rada ds. Młodzieży
Powołana w październiku 2021:
- Łukasz Rzepecki, Doradca Prezydenta RP
- Błażej Spychalski, Doradca społeczny Prezydenta RP
- Aleksandra Borzęcka, Młodzieżowa Rada Miasta Lublin (organizacja samorządu terytorialnego)
- Kinga Dróżdż, Integracyjny Klub Sportowy (organizacja osób z niepełnosprawnościami)
- Piotr Drzewiecki, Instytut Rozwoju Edukacji Prawnej i Społeczeństwa Obywatelskiego (organizacja prawna)
- Adam Dziedzic, prezes Zarządu United Nations Association Poland (organizacja ds. międzynarodowych)
- Martyna Gieleta, przewodnicząca Katolickiego Stowarzyszenia Młodzieży (organizacja katolicka)
- Maja Jeśmanowicz, Związek Dużych Rodzin „Młodzi na Plus” (organizacja społeczna)
- Aleksandra Klimek, Sekcja Młodych NSZZ Solidarność 80 (organizacja związkowa)
- Martyna Kowacka, Naczelnika Związku Harcerstwa Polskiego (organizacja harcerska)
- Alicja Książek, przewodnicząca Niezależnego Zrzeszenia Studentów (organizacja studencka)
- Aleksandra Kulik, Fundacja Sempre a Frente (organizacja wspierające zdrowie psychologiczno-psychiatryczne)
- . , przewodniczący Parlamentu Studentów RP (organizacja studencka)
- Sylwia Łyskawka, przewodnicząca Młodzieżowej Rady Klimatycznej (organizacja klimatyczna)
- Alina Prochasek, przewodnicząca Polskiej Rady Organizacji Młodzieżowych (największa organizacja młodzieżowa)
- Martyna Rutkowska, Związek Harcerstwa Rzeczypospolitej (organizacja harcerska)
- Piotr Rydzewski, prezes Fundacji Inicjatyw Młodzieżowych (organizacja studencka)
- Artur Słomka, Akademicki Związek Sportowy (organizacja sportowa)
- Wojciech Tataradziński, członek Młodzieżowej Rady Miasta Tomaszowa Mazowieckiego V kadencji
- Maciej Tyczyński, przewodniczący Sekcji Młodych NSZZ Solidarność (organizacja związkowa)
- Karol Urbaniak, Młodzieżowa Rada Ekologiczna (organizacja klimatyczna)
- Konrad Gwóźdź, Ludowe Zespoły Sportowe (organizacja sportowa/rolnicza) (zrezygnował z zasiadania w tym gremium w maju 2023)
- Marcin Drewa (już nie zasiada w tym gremium)
- Nicole Geryk, Międzynarodowe Stowarzyszenie Sudentów Medycyny IFMSA (organizacja medyczna) (już nie zasiada w tym gremium)
- Adam Nowak, prezes Związku Młodzieży Wiejskiej (organizacja rolnicza) (już nie zasiada w tym gremium)

### Rada ds. Bezpieczeństwa i Obronności
Powołana w grudniu 2021:
- Przemysław Żurawski vel Grajewski – Przewodniczący Rady
- Wojciech Gerwel, Doradca Prezydenta RP
- Błażej Poboży, Doradca Prezydenta RP
- Stanisław Żaryn, Doradca Prezydenta RP
- Paweł Soloch, Doradca społeczny Prezydenta RP
- Andrzej Zybertowicz, Doradca społeczny Prezydenta RP
- Izabela Albrycht
- Katarzyna Chałubińska-Jentkiewicz
- Jerzy Chmielewski
- Antoni Z. Kamiński
- Krzysztof Pobuta
- Roman Polko
- Jacek Siewiera
- Filip Seredyński
- Przemysław Wywiał
- Tomasz Zdzikot

### Rada ds. Rodziny, Edukacji i Wychowania
Powołana w czerwcu 2022:
- Andrzej Waśko – Przewodniczący Rady
- Antoni Buchała
- Dariusz Cupiał
- Jolanta Dobrzyńska
- Dorota Dziamska
- Joanna Krupska
- Elżbieta Rafalska
- Wojciech Starzyński
- Grzegorz Sudoł
- Paweł Szrot
- Anna Zalewska
- Liliana Zientecka
- Mikołaj Pawlak (już nie zasiada w tym gremium)

### Rada ds. Szkolnictwa Wyższego, Nauki i Innowacji
Powołana w listopadzie 2022:
- prof. Artur Świergiel – Przewodniczący Rady
- Andrzej Dera, Sekretarz Stanu w Kancelarii Prezydenta RP
- prof. Dariusz Dudek, Doradca Prezydenta RP
- prof. Dariusz Boroń(inne języki)
- prof. Maciej Chorowski
- prof. Janusz Chwastowski(inne języki)
- prof. Renata Ciołek
- prof. Agnieszka Gniazdowska-Piekarska
- prof. Agnieszka Jastrzębska
- prof. Stanisław Karpiński
- dr hab. Marek Kisilowski
- prof. Jerzy Lis, Rektor AG-H
- prof. Elżbieta Mączyńska-Ziemacka
- dr Janusz Michałek
- prof. Stanisław Mikołajczak
- prof. Alojzy Nowak, Rektor Uniwersytetu Warszawskiego
- prof. Celina Olszak, Rektor Uniwersytetu Ekonomicznego w Katowicach
- dr Marcin Opławski
- dr hab. Tadeusz Pietrucha
- Łukasz Słoniowski
- prof. Andrzej Szarata, Rektor Politechniki Krakowskiej im. Tadeusza Kościuszki
- prof. Piotr Wachowiak, Rektor SGH
- dr hab. Stanisław Mazur (zrezygnował z zasiadania w tym gremium 29 maja 2023)
- prof. Rajmund Bacewicz (zrezygnował z zasiadania w radzie)

### Rada ds. Strategicznych Projektów Rozwojowych
Powołana w lipcu 2024:
- Marek Dietl – Przewodniczący Rady, Doradca społeczny Prezydenta RP
- Zdzisław Sokal, Doradca społeczny Prezydenta RP
- Aleksandra Agatowska
- Marcin Chludziński
- Sebastian Chwałek
- Beata Daszyńska-Muzyczka
- Wojciech Dąbrowski
- Krzysztof Falkowski
- Tomasz Hinc
- Paweł Majewski
- Rafał Milczarski
- Piotr Nowak
- Małgorzata Podrecka
- Leszek Skiba
- Paweł Stańczyk
- Tomasz Stępień
- Piotr Tutak
- Mikołaj Wild
- Mateusz Wodejko
- Stanisław Wojtera
- Kasjan Wyligała
- Tomasz Zdzikot